# Jules Lafue
Jules Lafue, né le 25 novembre 1887 à Montpellier, et mort le 8 août 1971 à Sarcelles, est un homme politique français.

## Biographie
Jules Lafue est maire de Tulle du 18 août 1944 au 12 mai 1947. Il est Juste parmi les nations pour son action en faveur des Juifs sous l'Occupation.